# Bart Laeremans (politicus)
Bart Laeremans (Gent, 17 april 1966) is een Belgisch politicus en sinds juni 2022 de burgemeester van Grimbergen.

## Levensloop

### Achtergrond
Bart Laeremans komt uit een gezin dat sterk betrokken is in de Vlaamse Beweging. Grootvader Leo Wouters was senator voor de Volksunie en stapte later over naar het Vlaams Blok. Vader Johan Laeremans was nationaal penningmeester en ondervoorzitter van de Volksunie, werd penningmeester van het Overlegcentrum van Vlaamse Verenigingen-OVV en voorman van het Komitee der Randgemeenten dat het tijdschrift De Zes uitgeeft. Broer Jan Laeremans werd provincieraadslid in Vlaams-Brabant en werd in 2019 voor het Vlaams Belang verkozen tot Vlaams Parlementslid en broer Dirk Laeremans was provinciaal voorzitter van Vlaams-Brabant voor de Vlaamse Volksbeweging, webmaster en hoofdredacteur van het lijfblad Doorbraak tot aan april 2013, toen het tijdschrift zelfstandig verderging en beheerder van de politieke website politiek.net, alsook kaderlid en manager voor Bekaert in Azië.
Bart Laeremans studeerde in 1990 af als licentiaat in de rechten aan de KU Leuven en behaalde er in 1991 tevens een postgraduaat Media- en Informatiekunde. Als student was hij actief in de Nationalistische Studentenvereniging (NSV). Van 1987 tot 1989 was hij preses van het NSV en van 1989 tot 1991 hoofdredacteur van Branding, het nationaal tijdschrift van de vereniging. Ook was hij militant van het Taal Aktie Komitee en van 1989 tot 1991 lid van de Algemene Raad van de Vlaamse Volksbeweging. Gedurende de jaren 1990 en tot het laatste nummer in 2006, schreef hij ook in Dietsland-Europa. Beroepshalve werd hij eind 1992 advocaat aan de Balie van Brussel, hetgeen hij bleef tot in 2004. Van 2014 tot 2020 oefende hij dit beroep nogmaals uit.
Laeremans werd politiek actief voor het Vlaams Blok en daarna het Vlaams Belang. Van 1990 tot 1992 was hij lid van het dagelijks bestuur van de Vlaams Blok Jongeren, van 1991 tot 1993 provinciaal voorzitter van de Brabantse partijafdeling en in 1991 werd hij lid van het arrondissementeel bestuur van het Vlaams Blok in Brussel-Halle-Vilvoorde.

### Volksvertegenwoordiger
Van 1995 tot 2010 zetelde hij in de Kamer van volksvertegenwoordigers voor de kieskring Brussel-Halle-Vilvoorde. Laeremans was er lid van de Commissie voor Justitie, de Commissie voor de Herziening van de Grondwet en de Hervorming van de Instellingen, de Werkgroep van de commissie voor de herziening van de Grondwet belast met het onderzoek van voorstellen betreffende wetsevaluatie en de Werkgroep belast met het onderzoek van titel II van de Grondwet.
Ook was hij plaatsvervangend lid van de Commissie voor de Naturalisaties, de Commissie belast met de problemen inzake Handels- en Economisch Recht en de Commissie voor Financiën en Begroting.

### Senator
Bij de verkiezingen van juni 2010 werd hij niet meer verkozen in de Kamer, maar werd daarna door zijn partij aangewezen als gecoöpteerd senator in de Senaat. Hij zetelde er in de commissies Justitie en Institutionele Aangelegenheden.
Bij de Vlaamse verkiezingen van mei 2014 kreeg hij slechts de derde plaats op de Vlaams-Brabantse lijst voor het Vlaams Parlement, na Anita Uyttebroek. Zijn partij leed bij die verkiezingen echter een grote nederlaag en Laeremans werd zo, ondanks een goede persoonlijke score, niet verkozen. Hij stapte na de slechte uitslag uit het partijbestuur, waarin hij sinds 2008 zat. Hij weet deze resultaten voornamelijk aan de aanpak en het taalgebruik van partijgenoot Filip Dewinter. In 2015 stapte hij ook uit het Vlaams Belang. Hij bleef gemeenteraadslid voor de lokale, onafhankelijke Grimbergse partij Vernieuwing.

### Grimbergen
Sinds de verkiezingen van oktober 1994 is Laeremans gemeenteraadslid van Grimbergen. In de gemeenteraad werd hij fractievoorzitter van Vernieuwing. Hij behaalde bij de gemeenteraadsverkiezingen van 2006 2395 voorkeurstemmen, ver boven de score van CD&V-burgemeester Eddy Willems, die 1377 voorkeurstemmen behaalde. In 2012 ijverde hij voor het behoud van de plannen om op de Potaarde een parkzone van 2,5 ha te creëren voor het verstedelijkte Strombeek-Bever en in 2017 ijverde hij voor het behoud van de Sprietmolen, die ernstig bedreigd werd door het project van de sneltram langs de A12.
Bij de gemeenteraadsverkiezingen van oktober 2018 kreeg hij 3498 voorkeurstemmen en werd zijn partij de grootste in Grimbergen met 21,9 % van de stemmen. De lijst Vernieuwing stapte in een coalitie met N-VA en Open Vld en Laeremans werd begin 2019 schepen van Grimbergen, met de bevoegdheden Wonen, Ruimtelijke Ordening, Vlaams Karakter en Integratie.
In juni 2022 kwam er een coalitiewissel in Grimbergen: Open Vld werd ingewisseld voor CD&V. Laeremans werd daarop automatisch de nieuwe burgemeester, conform het nieuwe lokale kiesdecreet van 2021, waarbij de politicus met het meeste voorkeurstemmen uit de grootste coalitiepartij burgemeester wordt. Vanwege zijn verleden bij Vlaams Blok/Vlaams Belang werd hij door de oppositie afgeschilderd als "de eerste burgemeester van extreemrechtse signatuur". Laeremans verklaarde bij zijn eedaflegging echter dat hij geen banden meer had met die partij en hij nam afstand van racisme en extreemrechts.
Na de verkiezingen van oktober 2024 bleef Vernieuwing de grootste partij in Grimbergen, met een score van 22,0 %. De coalitie met CD&V en N-VA werd hernieuwd en Laeremans, die 2.458 voorkeurstemmen had behaald, kon burgemeester blijven.

## Werken
- Verbrusseling, tegengaan of ondergaan?, Egmont, 2007
- Na ons de Zondvloed?, Egmont, 2014